# LaLaGran
LaLaGran（ララグラン）は、愛知県田原市にある商業施設。田原市の玄関口である豊橋鉄道渥美線三河田原駅前に位置し、愛知県道413号六連三河田原停車場線に面している。

## 特色
飲食店等の4店舗と観光案内所が入る商業施設、芝生広場と噴水広場を有する「まちなか広場」、子育て支援ルーム・一時預かりルーム・授乳室・大型遊具・妊産婦相談室などを備える親子交流館「すくっと」がある。
施設名の「ララ」は英語で「夢見心地な、うっとりするような」、「グラン」はイタリア語で「素晴らしい」を意味する造語である。また、親子交流館の愛称である「すくっと」は、施設を身近に感じてもらうために田原市が公募していたもので、応募作品348件の中から決定した。

## 歴史
かつて三河田原駅の西側にはフタムラスターチ株式会社の糖化工場があったが、2008年（平成20年）に閉鎖された。
2014年（平成26年）、田原市土地開発公社が跡地を6億円で取得し、田原市と第三セクターの「あつまるタウン田原」が商業施設の整備を行った。土地代を含めた総事業費は約17億5000万円。
2018年（平成30年）6月3日に、商業施設および「まちなか広場」が先行開業した。翌2019年（平成31年）4月22日に親子交流館「すくっと」がオープンした。

## 施設
- 商業施設

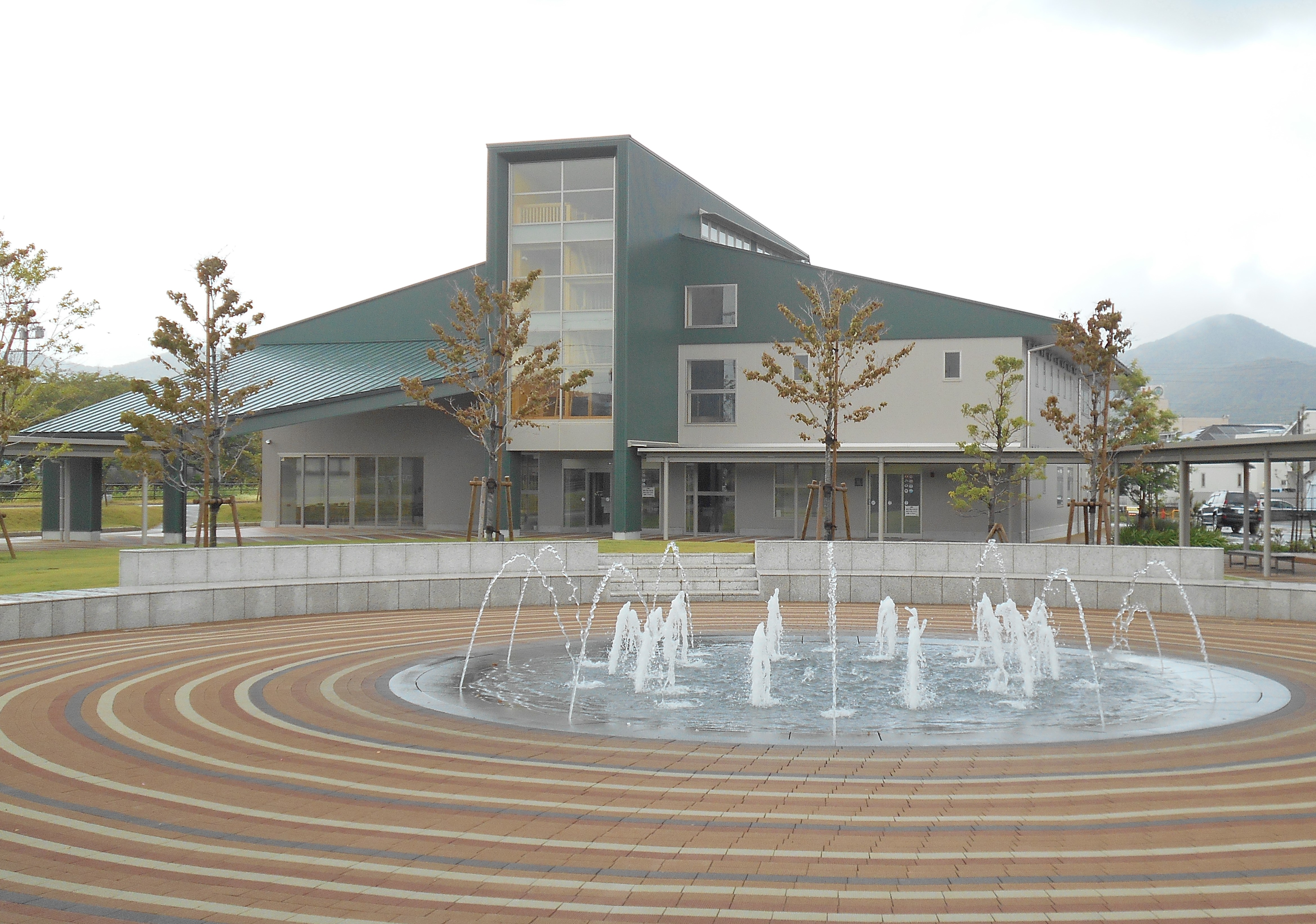
田原市親子交流館「すくっと」と、「まちなか広場」の噴水（2019年8月）

  - パスタとワッフル「WASHAGANCHI」（GRACES JAPAN）
  - ブーランジェリー「ランプ」
  - 花屋「フラワーショップ林」
- 田原観光案内所
- 「まちなか広場」
  - 芝生広場
  - 噴水広場
- 親子交流館「すくっと」
  - 妊娠・出産・子育て総合相談窓口
  - ゆりかごルーム・相談室
  - にこっと（一時預かりルーム）
  - さくらルーム（子育て支援センター）
  - 貸室（カルチャールーム・マルチスタジオ）
  - 遊び場コーナー

## アクセス
鉄道
- 豊橋鉄道渥美線 三河田原駅から徒歩。

バス
- 豊鉄バス伊良湖本線「田原駅前」バス停から徒歩。
- 田原市ぐるりんバス「田原駅」バス停から徒歩。